# SoftBank 203SH
AQUOS PHONE Xx 203SH（アクオスフォン ダブルエックス ニーマルサンエスエイチ）は、シャープによって開発された、ソフトバンクモバイルの第3.9世代移動通信システム（SoftBank 4G）端末である。SoftBank スマートフォンシリーズのひとつ。OSはAndroid 4.1を搭載している。

## 概要
SoftBank春のフラッグシップモデル。ハードウェアスペックは兄弟機種であるNTTドコモのAQUOS PHONE ZETA SH-02Eをほぼ踏襲しているが、後発だけあって軽量化をはじめ様々な改良が施されている。
106SHの後継機種で、1.5GHzクアッドコアCPU＋2GB RAMに向上、OSはAndroid 4.1。1630万画素の裏面照射型CMOSカメラ搭載。
106SHから新たに追加された機能としてNFCに対応しており、さらにNFCを使った決済サービスに対応する予定である。ただし、microSIMカードは現行のものが利用できず、203SHへの機種変更の際にNFC連携対応のものへ再発行する必要がある。
メインディスプレイは当初SuperCGシリコンとする予定であったが、電池の持ちを考慮し、IGZO液晶に変更された。成長の著しいスマートフォン市場と言えど、発表後の仕様変更は極めて異例である。
バッテリー容量は2200mAhでSH-02Eの2320mAhよりわずかに少ない。ただし、更なる省エネ化のおかげで連続通話時間は大幅に伸びている。本機種もSH-02EやPANTONE 6 200SHと同様にバッテリーの取り外しはできない（バッテリー交換は有償修理扱いとなる）。
SH-02Eと比べると、（バッテリー容量が減少したことを考慮しても）大幅に軽量化されている（先代機種の106SHとほぼ同じ重さである）。
正面下部左寄りにホームボタンを備え、スリープ状態からのディスプレイ点灯が楽に行える。ちなみに、このボタンは同社のソフトバンクモバイル向けAndroid端末でおなじみのクイック起動キーも兼ねている。
正面から見るとシンプルな長方形だが、サイドからリアにかけては緩やかな曲線を組み合わせた複雑な形状をしている。

## その他機能
| 主な対応サービス       | 主な対応サービス | 主な対応サービス                       | 主な対応サービス      |
| ---------------------- | ---------------- | -------------------------------------- | --------------------- |
| タッチパネル           | HD液晶 4.9インチ | フルブラウザ                           | SoftBank 4G           |
| バッテリー容量 2200mAh | テザリング       | WiFi                                   | GPS                   |
| 1630万画素カメラ       | ワンセグ         | デジタルオーディオプレーヤー(AAC)(WMA) | おサイフケータイ／NFC |
| Bluetooth              | 赤外線通信       | 緊急速報メール                         | 防水／防塵            |

## 歴史
- 2012年10月9日 - ソフトバンクモバイルより発表。
- 2013年3月2日 から2013年3月10日の期間、テレビコマーシャルを関東(1都6県)と関西(2府4県)、東海(愛知、岐阜、三重)、北海道、宮城、広島、福岡にて放映。
- 2013年3月8日 - 発売。